# Ural Airlines
Ural Airlines (en ruso: Уральские авиалинии) es una aerolínea basada en Ekaterimburgo, Rusia. Opera vuelos regulares y chárters desde el Aeropuerto Internacional de Ekaterimburgo-Koltsovo. En 2008 la aerolínea transportó a 1.450.154 pasajeros.

## Historia
La aerolínea fue fundada en 1943 como una división de Aeroflot bajo el nombre de Sverdlovsk Air Company, que operaba principalmente desde el Aeropuerto Internacional de Ekaterimburgo-Koltsovo. Tras la desintegración de Aeroflot, la aerolínea empezó a operar bajo el nombre de Ural Air Company. La aerolínea se convirtió en una Sociedad Anónima que se regia bajo las leyes de la Constitución rusa de 1993. En 2003 la compañía cambió su nombre a Ural Airlines. Actualmente un 65% de la aerolínea es propiedad de Ural Wings, un 14% es propiedad de Banco del Desarrollo de los Urales y el restante es propiedad de los empleados de la compañía.

## Flota
La flota de la aerolínea se compone, a abril de 2023, con una edad media de 13.8 años de:
| Aeronave          | Cantidad | Pedidos | Capacidad | Notas                                            |
| ----------------- | -------- | ------- | --------- | ------------------------------------------------ |
| Airbus A319-112   | 4        | —       | 134       |                                                  |
| Airbus A320-200   | 23       | —       | 160       |                                                  |
| Airbus A320-251N  | 3        | —       |           |                                                  |
| Airbus A321-200   | 14       | —       | 196       | En 2012 fueron entregados 4 aviones adicionales. |
| Airbus A321-251NX | 8        | —       | 236       |                                                  |
| Boeing 737-8 MAX  | —        | 14      |           |                                                  |
| Total:            | 52       | 14      |           |                                                  |

Anteriormente la aerolínea también operó varios Antonov An-24, Ilyushin Il-86, y Tupolev Tu-154B2, los cuales fueron retirados entre 2010 y septiembre de 2011.

## Destinos

### Domésticos

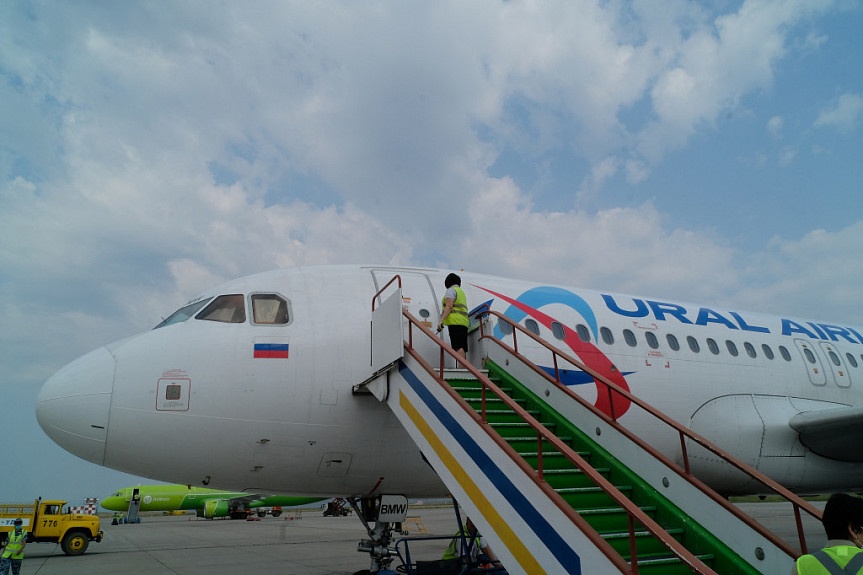
El avión de Ural Airlines con turistas en el aeropuerto de Ulan-Ude

- Anapa-Aeropuerto Internacional de Anapa

- Chita-Aeropuerto Internacional de Chita-Kadala

- Cheliábinsk-Aeropuerto Internacional de Cheliábinsk-Baladino

- Ekaterimburgo-Aeropuerto Internacional de Ekaterimburgo-Koltsovo Hub

- Gelendzhik-Aeropuerto de Gelendzhik

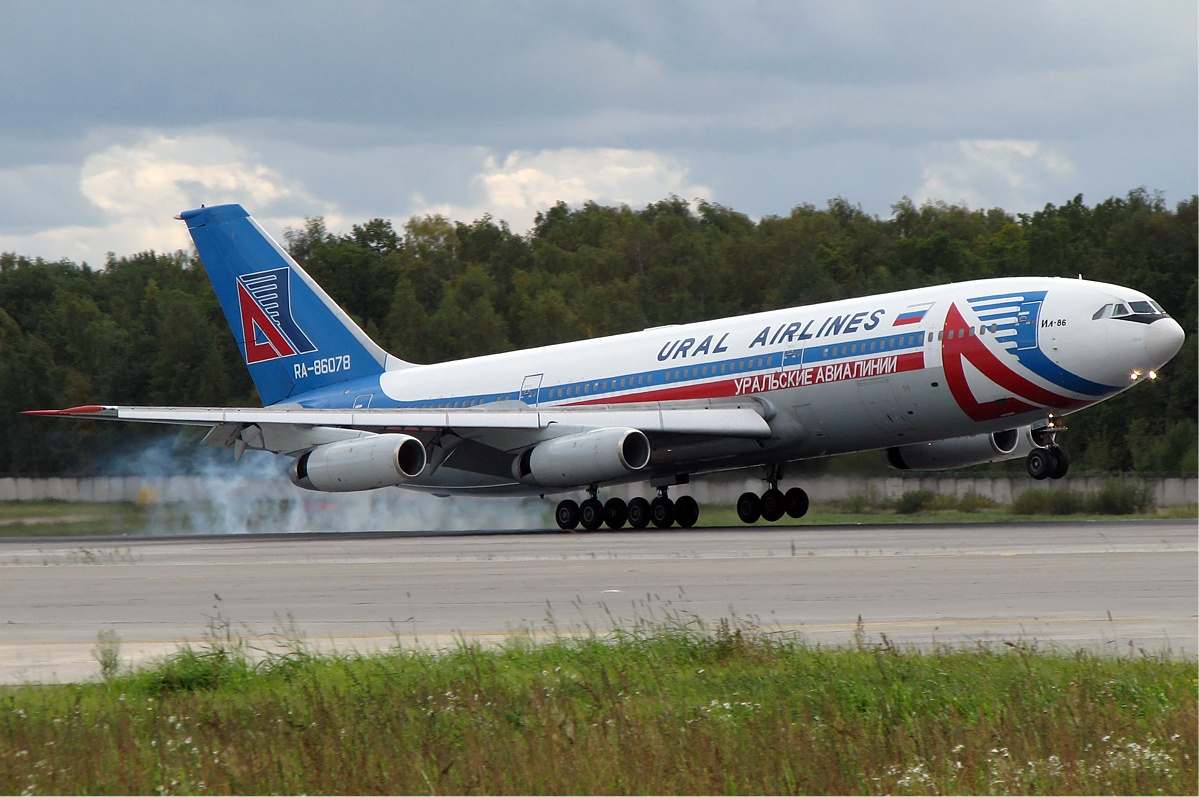
Ilyushin Il-86 perteneciente a Ural Airlines

- Irkutsk-Aeropuerto Internacional de Irkutsk

- Kaliningrado-Aeropuerto de Kaliningrado-Jrabrovo

- Kazán-Aeropuerto Internacional de Kazán

- Kémerovo-Aeropuerto Internacional de Kémerovo

- Krasnodar-Aeropuerto Internacional de Krasnodar-Pashkovsky

- Krasnoyarsk-Aeropuerto Internacional de Krasnoyarsk-Yemelyanovo

- Mineralnye Vody-Aeropuerto Internacional de Mineralnye Vody

- Moscú
  - Aeropuerto Internacional de Moscú-Sheremétievo
  - Aeropuerto Internacional de Moscú-Domodédovo

- Nadym-Aeropuerto de Nadym

- Nizhnevartovsk-Aeropuerto de Nizhnevartovsk

- Nizhni Nóvgorod-Aeropuerto Internacional de Nizhni Nóvgorod-Strigino

- Novokuznetsk-Aeropuerto de Novokuznetsk-Spichenkovo

- Novosibirsk-Aeropuerto Internacional de Novosibirsk-Tolmachevo

- Novi Urengói-Aeropuerto de Novi Urengói

- San Petersburgo-Aeropuerto Internacional de Pulkovo

- Salejard-Aeropuerto de Salejard

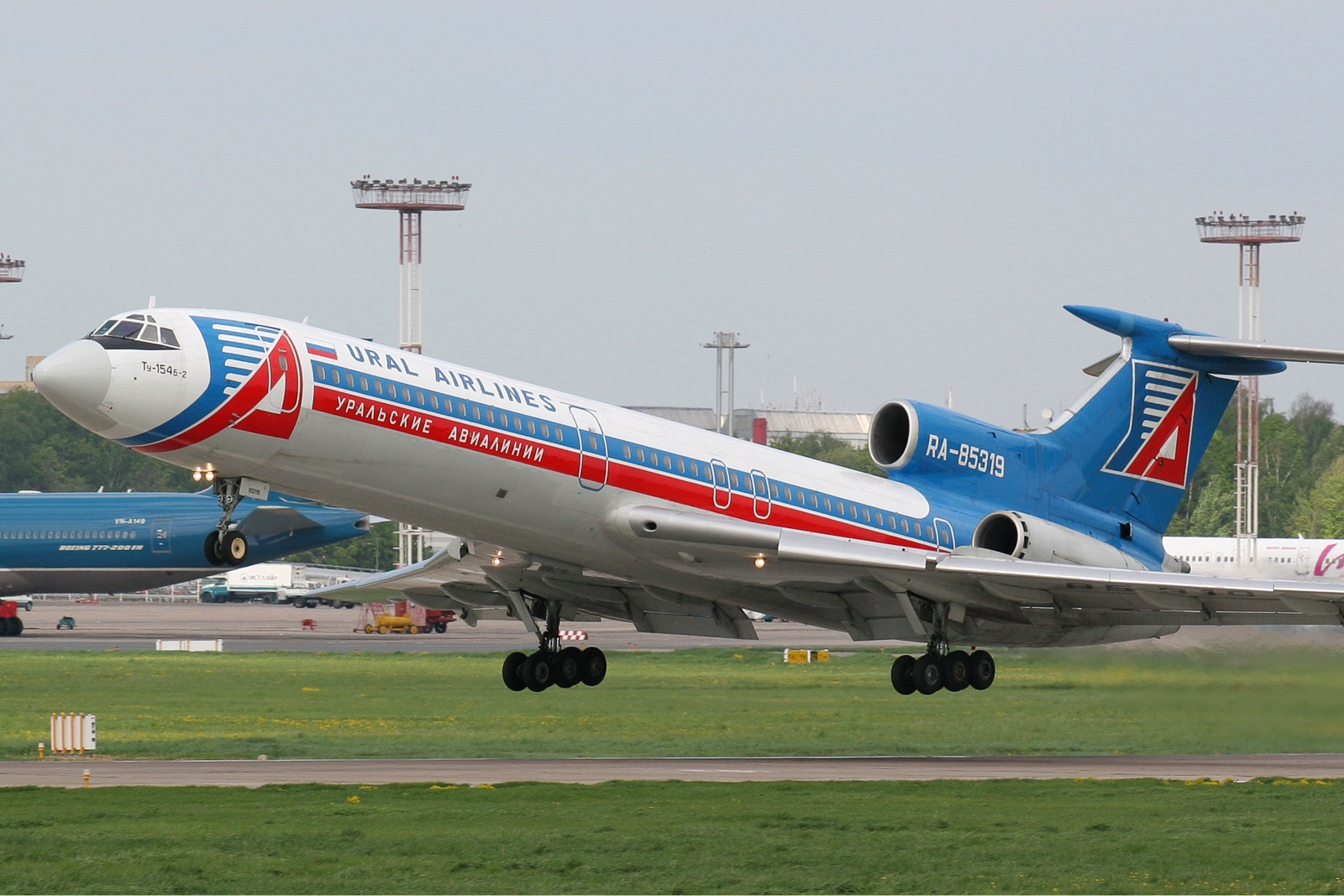
Tupolev Tu-154B2, ahora retirados de la flota de la aerolínea

- Samara-Aeropuerto Internacional de Samara-Kurúmoch

- Sochi-Aeropuerto Internacional de Sochi

- Ufa-Aeropuerto de Ufá

- Yakutsk-Aeropuerto Internacional de Yakutsk

### Internacionales
Alemania
- Múnich-Aeropuerto Internacional de Múnich-Franz Josef Strauss

 Armenia
- Ereván-Aeropuerto Internacional de Zvartnots

 Austria

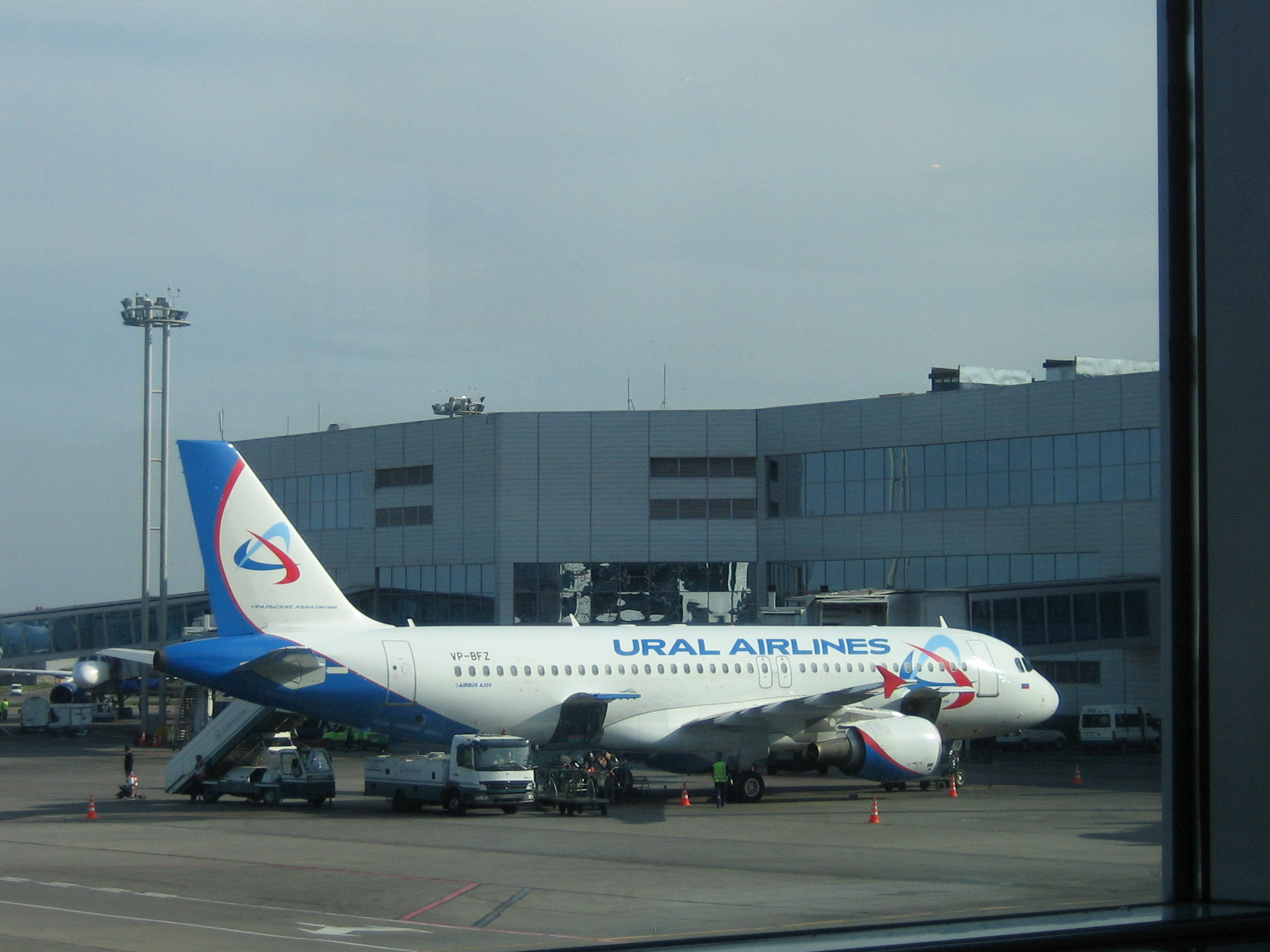
Airbus A320 de la aerolínea en el Aeropuerto de Moscú-Domodédovo

- Viena-Aeropuerto de Viena-Schwechat

 Azerbaiyán
- Bakú-Aeropuerto Internacional Heydar Aliyev

- Ganja-Aeropuerto de Ganja

 Bulgaria
- Burgas-Aeropuerto de Burgas

- Varna-Aeropuerto de Varna

 China
- Pekín-Aeropuerto Internacional de Pekín

- Sanya-Aeropuerto Internacional de Sanya

 Chipre
- Lárnaca-Aeropuerto Internacional de Lárnaca

 Croacia
- Pula-Aeropuerto de Pula

 Emiratos Árabes Unidos
- Dubái-Aeropuerto Internacional de Dubái

 España
- Barcelona-Aeropuerto de Barcelona-El Prat

 Georgia
- Kutaisi-Aeropuerto de Kopitnari

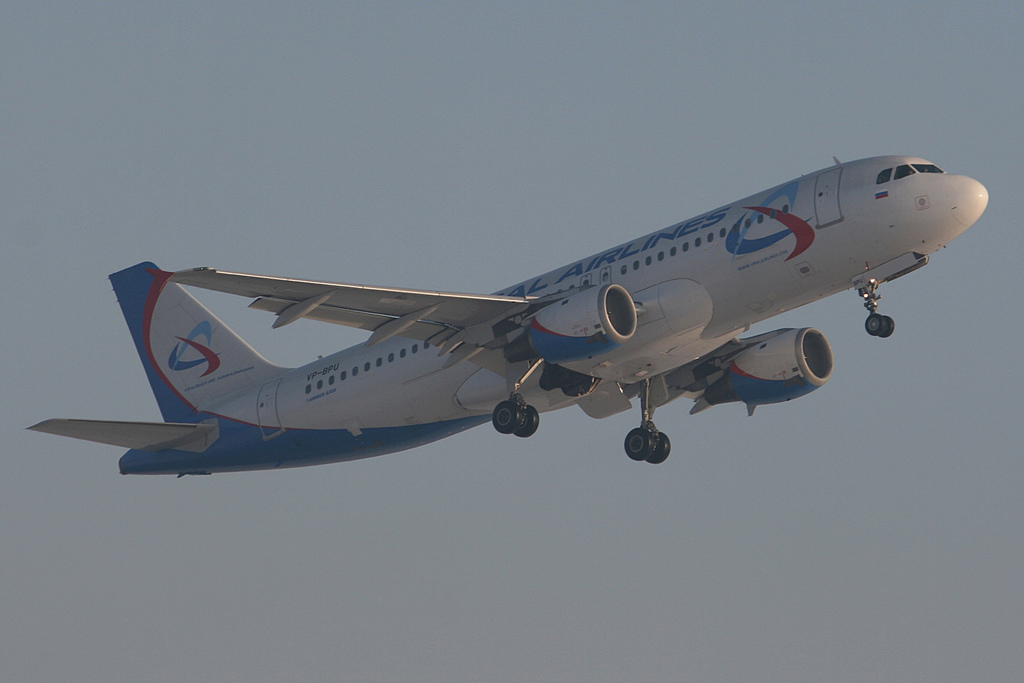
Airbus A320

- Tiflis-Aeropuerto Internacional de Tiflis

 Grecia
- Heraclión-Aeropuerto Internacional de Heraclion "Nikos Kazantzakis"

- Salónica-Aeropuerto Internacional de Tesalónica-Macedonia

 Israel
- Tel Aviv-Aeropuerto Internacional Ben Gurión

 Italia
- Roma-Aeropuerto de Roma-Fiumicino

 Kazajistán
- Almaty-Aeropuerto Internacional de Almatý

 Mongolia
- Ulán Bator-Aeropuerto Internacional Gengis Kan

 Montenegro
- Tivat-Aeropuerto de Tivat

 Tailandia
- Bangkok-Aeropuerto Internacional Suvarnabhumi

 Tayikistán
- Dusambé-Aeropuerto de Dusambé

 Turquía
- Antalya-Aeropuerto de Antalya

 Ucrania
- Kiev-Aeropuerto Internacional de Boryspil

- Simferópol-Aeropuerto Internacional de Simferopol

 Uzbekistán
- Namangán-Aeropuerto Internacional de Namangán

- Taskent-Aeropuerto Internacional de Taskent

### Acuerdos de código compartido
Armavia
 Austrian Airlines
 CSA Czech Airlines
 Finnair
 RusAir

## Premios
Ural Airlines es reconocida como la más segura de las aerolíneas en Rusia de acuerdo con los datos de la EASA en el periodo comprendido entre 24 de octubre de 2008 al 25 de octubre de 2009.
Como resultado de las actividades de la aerolínea en 2009, ganó el premio "Alas de Rusia" en las dos siguientes categorías:
- Aerolínea del Año (Nacional): Por el transporte de pasajeros en rutas nacionales del tipo 2.

- Aerolínea del año (Internacional): Por el transporte de pasajeros en rutas internacionales del tipo 2 y 3.

Durante los 14 años de existencia de la aerolínea, ha sido ganadora del premio Alas de Rusia un total de 8 veces en distintas categorías.